# Ordine dell'Ammiraglio Yi Sun-sin
L'Ordine dell'Ammiraglio Yi Sun-sin (리순신장군훈장?) è un'onorificenza nordcoreana.

## Storia
L'Ordine è stato istituito il 13 luglio 1950 su modello dell'Ordine di Ušakov e dell'Ordine di Nachimov ed è dedicato all'ammiraglio Yi Sun-sin.

## Classi
L'Ordine dispone delle seguenti classi di benemerenza:
- I Classe
- II Classe

| Nastri    |          |
| II classe | I classe |

## Assegnazione
L'Ordine viene assegnato ai membri della Marina militare della Repubblica Democratica Popolare di Corea per premiare risultati eccezionali nella pianificazione e nello svolgimento di operazioni navali che abbiano inflitto rilevanti perdite al nemico nella guerra per la libertà e l'indipendenza della madrepatria e abbiano ottenuto la vittoria nella lotta contro il nemico.
In particolare la I Classe viene assegnata agli ufficiali con decreto del Presidium dell'Assemblea Popolare Suprema della Repubblica Popolare Democratica di Corea per premiare:
- l'abile organizzazione di operazioni contro il nemico in mare o sulle coste, sotto la stretta azione cooperazione di tutte le forze e i mezzi navali, che abbiano inflitto un colpo decisivo al nemico e che abbiano avuto il merito di annientare la potenza navale o costiera del nemico e delle sue basi e fortificazioni;
- l'abile organizzazione di battaglie navali nei punti di traffico nemici e l'affondamento di un gran numero di navi da guerra e navi da trasporto nemiche;
- l'aver adempiuto alla missione assegnata sconfiggendo un nemico numericamente superiore come risultato dell'esercizio dell'iniziativa e della determinazione nel comandare un'operazione o battaglia e preservare la potenza di combattimento delle proprie forze;
- i risultati di un'abile e meticolosa organizzazione di un'operazione anfibia che abbia completato la sua missione sulla costa nemica con perdite minime;
- i risultati nell'abile organizzazione di un'operazione di sbarco anfibio che abbia inflitto grandi perdite al nemico o che lo abbia costretto a rinunciare allo sbarco anfibio;
- l'abile svolgimento di azioni che abbiano assicurato un vantaggio alla potenza navale, alle sue basi di trasporto e alla difesa delle sue coste;
- l'abile organizzazione ed esecuzione di un'operazione che abbia colpito i militari dalle coste nemiche attraverso l'azione attiva della potenza navale e di squadroni di terra.[2]

La II Classe viene assegnata per premiare:
- l'abile comando e prestazioni che abbiano dissipato enormi capacità in battaglie navali contro un nemico numericamente superiore;
- azioni contro basi nemiche e obiettivi costieri con azioni a sorpresa abili, agili e audaci che abbiano distrutto un battaglione e l'equipaggiamento nemico;
- le azioni efficaci e drastiche che abbiano portato all'annientamento delle navi da guerra e da trasporti di un nemico numericamente superiore e vigile nei suoi punti di traffico;
- l'abile organizzazione e il comando di unità navali che abbiano partecipato ad operazioni anfibie o condotto con successo operazioni per fare sbarcare forze anfibie tattiche;
- il completamento con successo di missioni di combattimento o per l'annientamento di un'enorme forza nemica e l'organizzazione movimenti cooperativi abili e precisi di tutte le capacità e attrezzature navali;
- il raggiungimento di enormi conquiste grazie a un comando abilmente che abbia garantito il successo dell'operazione.[2]

Gli insigniti dell'Ordine ricevono i privilegi previsti dagli insigniti della stessa classe dell'Ordine della Bandiera Nazionale.
La II Classe stata assegnata 22 volte durante la guerra di Corea mentre la I Classe non mai è stata assegnata ma si presume che siano stati comunque prodotti dei distintivi oggi in possesso del governo polacco. Probabilmente la concessione dell'onorificenza è stata interrotto in una data sconosciuta. Prove fotografiche indicano che l'onorificenza sia stata assegnata per alcuni anni dopo la guerra poiché esiste una medaglia con il numero di serie 113.

## Insegne
- Il distintivo è una stella a cinque punte smaltata di blu con al centro un medaglione contenente il busto dell'ammiraglio Yi Sun-sin. Tra le punte della stella vi sono dei raggi e dietro di essa sono poste due ancore incrociate. È da indossare sul lato destro del petto.

- Il nastro è blu con bordi bianchi e all'interno una striscia gialla per la I Classe e due per la II Classe.